# Чаларас
Чаларас (перс. چلارس) — село в Ірані, у дегестані Північний Амлаш, в Центральному бахші, шагрестані Амлаш остану Ґілян. За даними перепису 2006 року, його населення становило 414 осіб, що проживали у складі 111 сімей.

## Клімат
Середня річна температура становить 15,02°C, середня максимальна – 28,72°C, а середня мінімальна – 0,99°C. Середня річна кількість опадів – 1124 мм.
| Клімат поселення                              | Клімат поселення | Клімат поселення | Клімат поселення | Клімат поселення | Клімат поселення | Клімат поселення | Клімат поселення | Клімат поселення | Клімат поселення | Клімат поселення | Клімат поселення | Клімат поселення | Клімат поселення |
| Показник                                      | Січ.             | Лют.             | Бер.             | Квіт.            | Трав.            | Черв.            | Лип.             | Серп.            | Вер.             | Жовт.            | Лист.            | Груд.            |                  |
| Середній максимум, °C                         | 10,57            | 10,76            | 12,64            | 18,10            | 22,13            | 26,39            | 28,72            | 28,66            | 25,43            | 21,62            | 17,25            | 12,86            |                  |
| Середня температура, °C                       | 5,77             | 5,98             | 7,85             | 13,31            | 17,34            | 21,59            | 24,36            | 24,31            | 21,08            | 17,28            | 12,90            | 8,50             |                  |
| Середній мінімум, °C                          | 0,99             | 1,17             | 3,06             | 8,52             | 12,55            | 16,80            | 20,01            | 19,96            | 16,72            | 12,94            | 8,55             | 4,16             |                  |
| Норма опадів, мм                              | 100              | 85               | 84               | 45               | 46               | 35               | 33               | 59               | 133              | 214              | 161              | 129              |                  |
| Середньомісячна швидкість вітру, м/с          | 2.40             | 2.50             | 2.50             | 2.40             | 2.33             | 2.40             | 2.65             | 2.20             | 2.10             | 2.10             | 2.09             | 2.23             |                  |
| Середньомісячна сонячна радіація, кДж/м²·день | 7165             | 9215             | 11109            | 15381            | 19429            | 21176            | 21766            | 18328            | 15039            | 10799            | 8722             | 6791             |                  |
| --------------------------------------------- | ---------------- | ---------------- | ---------------- | ---------------- | ---------------- | ---------------- | ---------------- | ---------------- | ---------------- | ---------------- | ---------------- | ---------------- | ---------------- |
| Джерело:                                      |                  |                  |                  |                  |                  |                  |                  |                  |                  |                  |                  |                  |                  |